# Judit Hidasi

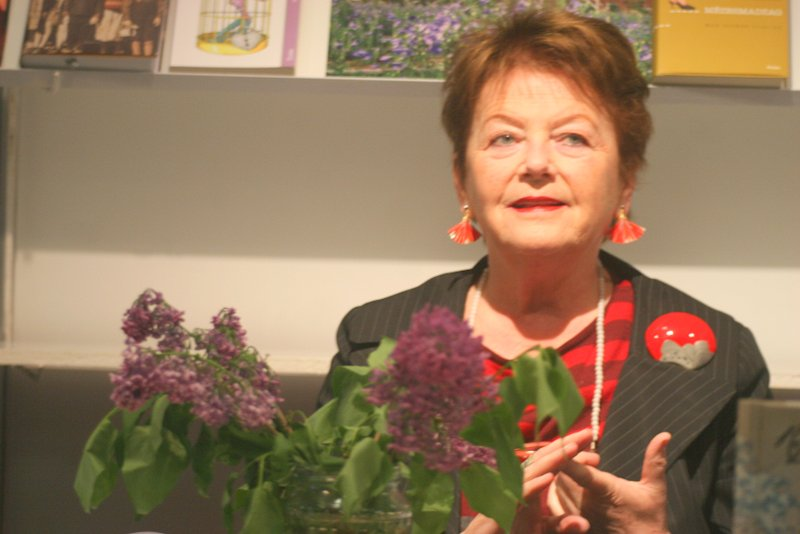
Judit Hidasi, 2016

Judit Hidasi [ˈjudit ˈhidɒʃi] (* 11. Juli 1948 in Budapest) ist eine ungarische Sprachwissenschaftlerin (Linguistin), Japanologin und Professorin für Sprachwissenschaft in der Wirtschaftsuniversität Budapest (BGE).

## Leben
Judit Hidasi begann 1966, an der Artistenfakultät der Eötvös-Loránd-Universität (ELTE) Russische und Englische Philologie, sowie Allgemeine und Angewandte Linguistik zu studieren.
Nach ihrer Ausbildung an der ELTE in 1971 lehrte sie an der Hochschulen für Internationales Management und Betriebswirtschaft und in 1986 erwarb sie die Doktorenwürde in Linguistik.
Im Jahre 1988 wurde sie zur Leiterin des Lehrstuhles für russische Sprache in der Wirtschaftsuniversität Budapest ernannt, und sie war bis 1992 Leiterin der Abteilung.
1992 gründete sie das Institut für Orientalische Kommunikationswissenschaft und leitete es bis 1998.
1997 habilitierte sie sich.
Sie arbeitete von 1998 bis 2001 als stellvertretende Leiterin im Bildungsministerium von Ungarn und als Sekretärin beim Ungarischen Stipendienausschuss (MÖB).
1999 wurde sie zur Universitätsprofessorin ernannt.
Seit 2012 lehrte sie an der Waseda-Universität in Tokio, an der Shirayuri Frauenuniversität, Chōfu, Tokio, an der Eberhard Karls Universität Tübingen, an der Sapientia-Universität, Cluj-Napoca, Rumänien, und seit 2015 an der Universität Josai, Sakado, Japan.

## Auszeichnungen
- 2005: Mittlerer Orden der Aufgehenden Sonne am Band

## Werke (Auswahl)
- Pragmatische Aspekte des Japanisch-Unterrichts. Referate des VII. Deutschen Japanologentages, Universität Hamburg, Hamburg, 108–116, 1988.
- The Role of Stereotypes in a New Europe. In: Intercultural Communication Studies. Band 1999–2000, S. 117–122 (englisch).
- H. J. & Yulia V. Lukinykh: A comparison of Russian and Hungarian Business Cultures. 2009, S. 1–8 (englisch, kkf.hu [PDF; abgerufen am 11. Juli 2016]).
- Intercultural Communication: An outline, Sangensha, Tokyo, 2005.